# 垂井式アクセント
垂井式アクセント（たるいしきアクセント）は、近畿地方周縁部や福井県の一部、富山県などに分布する日本語のアクセントの総称。服部四郎が岐阜県垂井町で発見し、このように命名した。
ただ、「垂井式」という名称は十分に定着したものではなく、学者によって異なる呼称が使われることがある。金田一春彦は「京阪式アクセント（ちがう方向に変化している）」や「型の区別の少い京阪式アクセント」と呼んでおり、京阪式アクセントの変種として扱っている。

## 概説
東京式アクセントは音の下がり目の位置を弁別する体系を持っている。例えば「命が」は「いのちが」、「言葉が」は「ことばが」、「形が」は「かたちが」である（高い拍を太字で示す）が、これらは下がり目のみが固定されており、語頭の高低は固定されていない。例えば、これらの語の前に「この」を付けると、「このいのちが」「このことばが」「このかたちが」のようになる。下がり目を○で表すと、「いのちが」「ことばが」と解釈され、「かたちが」は下がり目がない。一方、京阪式アクセントでは音の下がり目の位置に加え、語頭の高低も弁別する。たとえば、「形が」は「かたちが」、「兎が」は「うさぎが」で、語頭の高低が固定されている。
近畿地方周縁部などには、東京式と同じように下がり目の位置のみを弁別する体系でありながら、各語彙の下がり目の位置そのものは京阪式と似たようになる体系のアクセントがある。これを垂井式アクセントと呼び、京阪式の領域と東京式の領域の接する地域に分布している。例えば、垂井式である兵庫県赤穂市のアクセントでは、「歌が」は「うたが」、「雨が」は「あめが」または「あめが」、「枝が」は「えだが」または「えだが」で、京阪式の「うたが」「あめが」「えだが」と下がり目の位置が一致する。しかし語頭は高でも低でもよく、語頭の高低は弁別されない。赤穂市のこれらの語のアクセントは、「うたが」、「あめが」、「えだが」（下がり目なし）と解釈される。
垂井式アクセントの成立をめぐっては、元々京阪式アクセントだったものが、語頭が高いもの（高起式）と低いもの（低起式）の区別を失ってできたとする説が有力である。例えば京阪式で「高高高」と発音する「枝が」「飴が」などと、京阪式で「低低高」と発音する「何が」「松が」などが、垂井式ではどちらも「高高高」（一部で「低高高」）になっていることがその根拠である。垂井式は殆どが京阪式と東京式の領域に挟まれて分布しており、東京式の影響によって高起式・低起式の区別が失われたと考えられる。一方で、元々東京式だった方言が京阪式と接触して垂井式アクセントを生んだ場合もあるとする説もある。
東京式アクセントの地域へ垂井式アクセントが拡大した例もある。かつて兵庫県朝来市山口地区（岩津を除く）は東京式アクセントであったが、大正時代に播但鉄道（現・JR播但線）が開業して以来、兵庫県播磨地方から商人たちが北上し、アクセントは垂井式へと変化した。

## 分布

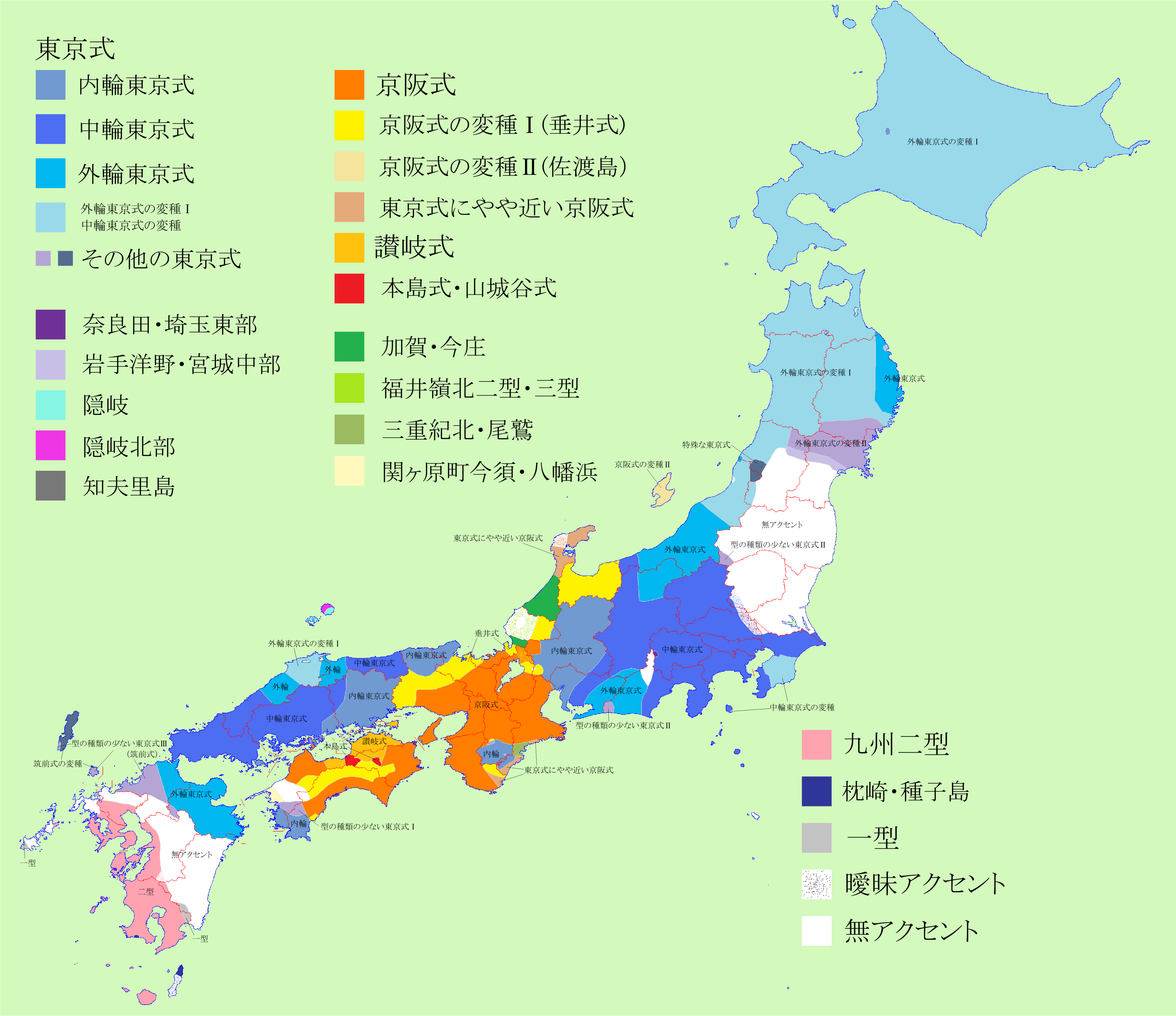
日本語のアクセント分布
黄色が垂井式アクセントである。

垂井式アクセントとされるのは以下の地域のアクセントである。
- 富山県全域
- 福井県嶺北の勝山市と大野市（旧和泉村を除く）
- 福井県敦賀市
- 滋賀県北東部米原市・長浜市の旧東浅井郡であった地域
- 岐阜県南西部関ケ原町・垂井町・大垣市の杭瀬川以西（概ね不破郡ならびに旧不破郡の地域）と旧上石津町・養老町・海津市の旧南濃町
- 奈良県五條市旧大塔村・天川村大部分
- 和歌山県新宮市・田辺市旧本宮町地区
- 福井県高浜町から京都府の宮津市南東部・舞鶴市・綾部市・福知山市、兵庫県朝来市南部、丹波市、播磨北部・西部（多可町北部、姫路市林田町、神河町、宍粟市、佐用町、たつの市、太子町、相生市、赤穂市、上郡町）
- 徳島県三好市祖谷山地方から高知県山間部、愛媛県久万高原町旧中津村地区
- 高知県四万十町旧窪川町
- 新潟県糸魚川市旧青海町

## アクセントの内容
垂井式アクセントでは、音の下がり目が有るか無いか、あればどこにあるかが弁別される。そのため、一拍語のアクセントの型（パターン）は2種類、二拍語のアクセントの型は2種類または3種類である。ただし、全体的に垂井式アクセントの地域では一部の語類で型区別が曖昧な場合がある。下がり目の直前の拍をアクセント核と言い、以下では○で表す。実際の発音は、二段階で表記すれば、○はトガやトガ（戸が）、○はヒガ（日が）、○○はアメガやアメガ（雨が）などのようになる。

### 名詞
|      |     |            | 京阪式 | 富山、赤穂など | 岐阜県西南部など | 内輪東京式 |
| ---- | --- | ---------- | ------ | -------------- | ---------------- | ---------- |
| 一拍 | 1類 | 蚊・子・戸 | H○     | ○              | ○                | ○          |
| 一拍 | 2類 | 名・葉・日 | H○     | ○              | ○                | ○          |
| 一拍 | 3類 | 絵・木・手 | L○     | ○              | ○                | ○          |

右の表は名詞の各類の所属語彙例と、比較のために示した京阪式（京都市・高知市など）および内輪東京式（名古屋市など）のアクセントの型である。京阪式で、Hは高起式（語頭が高い）、Lは低起式（語頭が低い）を表す。
一拍名詞では、富山県、福井県大野・勝山、敦賀、京都府中丹、兵庫県播磨西部などで、1類と3類が○型、2類が○型となる。これは下がり目の有無が京阪式と一致する。一方、岐阜県南西部などでは、1類が○型、2・3類が○型で、これは内輪東京式と同じアクセントである。
|      |        |            | 京阪式 | 垂井式C型 | 垂井式B型 | 垂井式A型 | 内輪東京式 |
| ---- | ------ | ---------- | ------ | --------- | --------- | --------- | ---------- |
| 二拍 | 1類    | 顔・風・鳥 | H○○    | ○○        | ○○        | ○○        | ○○         |
| 二拍 | 2・3類 | 石・音・山 | H○     | ○         | ○         | ○         | ○          |
| 二拍 | 4類    | 糸・稲・空 | L○○    | ○○        | ○○        | ○         | ○          |
| 二拍 | 5類    | 雨・声・春 | L○○    | ○         | ○         | ○         | ○          |

二拍名詞では、兵庫県たつの市・相生市・赤穂市・太子町・上郡町、和歌山県新宮市・旧本宮町などで、1・4類が○○型、2・3類が○○型、5類が○○型となっている。これは、生田早苗がC型アクセントと呼んだもので、下がり目の位置が京阪式と同じである。福井県大野市・勝山市、岐阜県垂井町、京都府福知山市、兵庫県朝来市生野町・丹波市などでは、1・4類が○○型、2・3・5類が○○型になっており、B型アクセントと呼ばれる。また、岐阜県大垣市の一部、奈良県天川村、兵庫県朝来市朝来町、岐阜県南西部の一部などでは、1類が○○型、2・3・4・5類が○○型となっており、A型アクセントと呼ばれる。富山県では、B型アクセントから、二拍目の母音が広母音（a、e、o）か狭母音（i、u）かによって変化したアクセントになっている。このほか、CとBの中間（5類が○○型と○○型の並存）、BとAの中間（4類が○○型と○○型の並存）などの地域もある。

### 動詞・形容詞
東京式アクセントでは、動詞・形容詞は1類が平板型（○○、○○○）、2類が起伏型（二拍は○○、三拍は○○○）になるのが標準だが、京阪式では京阪神を中心とした地域で区別がなくなってきている。垂井式アクセントでも、これらの類の区別がある場合とない場合があり、下がり目の位置は東京式と同じ場合や京阪式と同じ場合がある。
動詞では、1類と2類の区別のある地域では、東京式と全く同じように1類が平板型、2類が起伏型（○○、○○○）になる地域がある。一方、三拍動詞の2類が○○○型になる地域もある（京都ではH○○○またはL○○○だが、古い京阪式アクセントを保存している田辺市・高知市などではH○○○である）。区別がない場合、二拍動詞ではすべて○○型になる地域が多く、三拍動詞では全て○○○型になる地域と全て○○○型になる地域がある。
形容詞では、1類と2類の区別のない地域が多く、名古屋などと同じく○○○、○○○○になったり、京都などと同じく○○○、○○○○になる地域がある。一方、一部の地域では、東京などと同じく三拍1類を○○○型、2類を○○○としたり、田辺・高知などと同じく1類を○○○型、2類を○○○として区別する。